# Antonio Algueró Algueró
Antonio Algueró Algueró (Mora de Ebro, Tarragona; 13 de noviembre de 1925-Barcelona; 24 de marzo de 1995) fue un empresario español. Presidente de la patronal catalana Fomento del Trabajo Nacional entre el 22 de diciembre de 1994, sucediendo a Alfred Molinas Bellido, hasta su fallecimiento sucedido tres meses después.
Licenciado en Derecho por la Universidad de Barcelona, siempre estuvo vinculado al mundo de la empresa. Junto con Carlos Ferrer Salat y Alfred Molinas Bellido, fue uno de los renovadores de Fomento del Trabajo Nacional en el momento de la transición democrática.
Era presidente y gestor de su propia empresa, La Industrial Bolsera. Profundo conocedor del mundo de las artes gráficas, era también presidente del gremio de este sector en Barcelona (Gremio de Industrias Gráficas de Barcelona) y vicepresidente de la asociación nacional (Federación Nacional de Industrias Gráficas), miembro de la federación europea (Fédération Européenne de l’Emballage Souple), así como presidente de los salones Hispack y Graphispack, organizados por la Feria de Barcelona. También fue vicepresidente de la CEOE, Confederación Española de Organizaciones Empresariales.
En el ámbito social, cabe destacar que fue vicepresidente de la Fundació Cassià Just y miembro de la Fundación Obra Tutelar Agraria. 